# Ecopoesia
L‘Ecopoesia (Ecopoetry) è un genere poetico che si è sviluppato a partire dall'ultimo decennio del XX secolo nei paesi anglofoni, nell'ambito di un movimento poetico ispirato a tematiche ecologiche.

## I contenuti
I temi ricorrenti delle poesie dell'"Ecopoetry" sono la natura e la sua salvaguardia.
L'eco-poeta non è il cantore della Natura dell'Arcadia o della poesia bucolica classica, ma è colui che ne rileva, oltre alla bellezza, i problemi che la sconvolgono. L'incanto di un paesaggio incontaminato immerge il poeta nella pace dell'unità e della creazione, ma nello stesso tempo gli dà la consapevolezza delle proprie responsabilità per la sua assoluta conservazione.
L'"Ecopoesia" è pertanto un tentativo di esprimere in versi la consapevolezza di questa interconnessione con la natura, nonché l'opera di chi ne trae e riporta emozioni dal di dentro, immedesimandosi negli enti che la popolano; l'animale torturato, l'albero secolare sradicato, l'intera Terra parlano direttamente e mandano il loro messaggio di allarme o di dolore attraverso i versi.

Come scrive la poetessa inglese Helen Moore
speak through me... 
may I be a channel,
a conduit for Nature's words!»
parlare attraverso di me 
possa io essere un canale,
un tramite per le parole della Natura!»
(Helen Moore)
Il poeta diviene così portavoce dell'emergenza ambientale ed instaura un nuovo e paritario rapporto con la Natura passando dalla prospettiva antropocentrica a quella biocentrica.
Come scrive Jonathan Bate "Il poeta deve avere la capacità di restituirci alla Terra che è la nostra casa".
Nell'"Ecopoetry", accanto alla tradizionale empatica e puramente emozionale comunicazione poetica, si inserisce il momento razionale della presa di coscienza della criticità ambientale del nostro pianeta e della necessità di porvi rimedio.

Si tenta così di superare il pregiudizio del pensiero bipolare del secolo scorso che fissava una netta separazione fra ragione e creazione artistica.
Secondo la poetessa canadese Di Brandt l'aver separato queste due realtà ha creato un conflitto schizoide nella capacità espressiva, conflitto che oggi va riparato mediante il ("reparative thinking") cioè un modo interconnesso di pensare e di sentire capace di coinvolgere contemporaneamente razionalità e sentimenti e generare un'espressione artistica multidimensionale vicina alla sensibilità e alla formazione culturale degli uomini di oggi.
La poesia, con la potenza delle sue suggestioni, dovrebbe riconquistare così il suo ruolo di comunicatrice di emozioni collettive.

## La forma
L'"Ecopoesia" è caratterizzata anche da una sua specificità nella forma espressiva. La sua forma poetica si inserisce in una realtà contraddistinta dalla globalizzazione e dall'interculturalità e, volutamente, utilizza una comunicazione poetica semplice e chiara, comprensibile a tutte le culture - quindi anche facilmente traducibile - per diffondersi tra un pubblico sempre più allargato e comunicare e condividere i valori del suo tempo.
In accordo con quanto afferma il poeta spagnolo Luis García Montero, "Una poesia che aspira a realizzarsi come un genere vivo e capace di creare emozioni significative... utili a ricordarci che la storia si vive solamente in prima persona e ad insegnarci che questa prima persona è implicata nella realtà ed ha responsabilità etiche". Per far questo è fondamentale un linguaggio poetico scevro da artifici linguistici e di accessibile comunicazione interculturale.

## La diffusione
L'"Ecopoetry" si è imposta soprattutto nel mondo di cultura anglosassone, dove la comunanza della lingua, la maggiore sensibilità per le problematiche ambientali, ha fatto sì che questo movimento culturale si estendesse a macchia d'olio, in breve tempo, dagli Stati Uniti, all'India, dall'Australia al Canada. Ed è proprio in Canada, alla "Brandon University", che è nata una cattedra di ricerca su "Post-postmodern Ecopoetry and Poetry".
Possono essere considerati tra i precursori dell'Ecopoetry il poeta statunitense Gary Snyder, saggista, letterato e attivista ambientale e la poetessa statunitense Mary Oliver la cui poesia della Natura è senza dubbio tra le più ispirate. Tra gli esponenti più recenti: il poeta e scienziato Mario Petrucci e John Burnside e Alice Oswald.
Esistono riviste letterarie sul tema, tra le quali la più nota e diffusa è "Ecopoetics" curata da Jonathan Skinner.

Fondamentale il testo di critica letteraria, "Ecopoetry - A critical Introduction" di Scott Bryson, docente di letteratura inglese presso il "Mount St. Mary's College" di Los Angeles ed uno tra i più autorevoli ed esperti critici letterari di ecopoesie. Attualmente sta preparando una nuova antologia di ecopoesie e biografie sugli ecopoeti.
Di notevole importanza sono le due raccolte poetiche e le numerose antologie di Neil Astley (autore inglese e direttore della Casa Editrice "Bloodaxe Books", da lui fondata nel 1978) ed in particolare quella edita nel 2007, intitolata "Earth Shattering – Ecopoems".